# العلاقات الغابونية الفرنسية
العلاقات الغابونية الفرنسية هي العلاقات الثنائية التي تجمع بين الغابون وفرنسا.

## مقارنة بين البلدين
هذه مقارنة عامة ومرجعية للدولتين:
| وجه المقارنة                                              | الغابون                        | فرنسا                                                    |
| --------------------------------------------------------- | ------------------------------ | -------------------------------------------------------- |
| المساحة (كم2)                                             | 267.67 ألف                     | 643.80 ألف                                               |
| عدد السكان (نسمة)                                         | 2.03 مليون                     | 67.12 مليون                                              |
| الكثافة السكانية (ن./كم²)                                 | 7.58                           | 104.26                                                   |
| العاصمة                                                   | ليبرفيل                        | باريس                                                    |
| اللغة الرسمية                                             | لغة فرنسية                     | لغة فرنسية                                               |
| العملة                                                    | فرنك وسط أفريقي                | يورو، فرنك س ف ب، فرنك فرنسي، Livre tournois ‏            |
| الناتج المحلي الإجمالي (بليون دولار)                      | 14.62 مليار                    | 2.58 تريليون                                             |
| الناتج المحلي الإجمالي (تعادل القوة الشرائية) بليون دولار | 34.65 مليار                    | 2.87 تريليون                                             |
| الناتج المحلي الإجمالي الاسمي للفرد دولار أمريكي          | 8.27 ألف                       | 36.20 ألف                                                |
| الناتج المحلي الإجمالي للفرد دولار أمريكي                 | 19.43 ألف                      | 39.33 ألف                                                |
| مؤشر التنمية البشرية                                      | 0.684                          | 0.888                                                    |
| رمز المكالمات الدولي                                      | +241                           | +33                                                      |
| رمز الإنترنت                                              | .ga                            | .fr، .bzh ‏، .tf، .re، .wf، .yt، .pm، .paris              |
| المنطقة الزمنية                                           | ت ع م+01:00، توقيت غرب أفريقيا | أوروبا/باريس ‏، توقيت وسط أوروبا، توقيت وسط أوروبا الصيفي |

## مدن متوأمة
في ما يلي قائمة باتفاقيات التوأمة بين مدن غابونية وفرنسية:
- ترتبط ليبرفيل مع نيس باتفاقية توأمة.
- ترتبط مواندا مع Luzarches [الإنجليزية]‏ باتفاقية توأمة.

## منظمات دولية مشتركة
يشترك البلدان في عضوية مجموعة من المنظمات الدولية، منها:
| علم المنظمة | اسم المنظمة                               | تاريخ انضمام الغابون | تاريخ انضمام فرنسا |
| ----------- | ----------------------------------------- | -------------------- | ------------------ |
|             | يونسكو                                    | 16 نوفمبر 1960       | 4 نوفمبر 1946      |
|             | الفريق المعني برصد الأرض                  | ?                    | ?                  |
|             | مؤسسة التمويل الدولية                     | 20 أكتوبر 1970       | 20 يوليو 1956      |
|             | المركز الدولي لتسوية المنازعات الاستشارية | 14 أكتوبر 1966       | 20 سبتمبر 1967     |
|             | منظمة حظر الأسلحة الكيميائية              | ?                    | ?                  |
|             | مؤسسة التنمية الدولية                     | 4 نوفمبر 1963        | 30 ديسمبر 1960     |
|             | منظمة التجارة العالمية                    | ?                    | 1995               |
|             | وكالة ضمان الاستثمار متعدد الأطراف        | 26 مارس 2003         | 28 ديسمبر 1989     |
|             | الاتحاد البريدي العالمي                   | ?                    | ?                  |
|             | الاتحاد الدولي للاتصالات                  | 28 ديسمبر 1960       | 1866               |
|             | منظمة الشرطة الجنائية الدولية             | ?                    | ?                  |
|             | الأمم المتحدة                             | 20 سبتمبر 1960       | 24 أكتوبر 1945     |
|             | البنك الدولي للإنشاء والتعمير             | 10 سبتمبر 1963       | 27 ديسمبر 1945     |
|             | البنك الإفريقي للتنمية                    | ?                    | ?                  |

## أعلام
هذه قائمة لبعض الشخصيات التي تربطها علاقات بالبلدين:
- أنتوني مفا ميزوي (لاعب كرة قدم غابوني، 7 مارس 1991[21] – )
- إستل نزي مينكو (لاعبة كرة يد فرنسية، 11 أغسطس 1991 – )
- بيير إيميريك أوباميانغ (لاعب كرة قدم غابوني، 18 يونيو 1989[22] – )
- جوهان أوبيانغ (لاعب كرة قدم غابوني، 5 يوليو 1993[23] – )
- ديدييه أوفونو (لاعب كرة قدم غابوني، 23 يناير 1983[24] – )
- دينيس بوانغا (لاعب كرة قدم فرنسي، 11 نوفمبر 1994[25] – )
- زنوج فرنسا
- فاني كوتينكون (11 مايو 1957[26][27] – )
- فريدريك بولوت (لاعب كرة قدم، 27 سبتمبر 1990[28] – )
- كاتيلينا أوباميانغ (لاعب كرة قدم فرنسي، 1 سبتمبر 1983 – )
- لويد بالون (لاعب كرة قدم فرنسي، 28 نوفمبر 1988[29] – )
- ماريو ليمينا (لاعب كرة قدم فرنسي، 1 سبتمبر 1993[30] – )
- ويلي أوباميانغ (لاعب كرة قدم فرنسي، 16 فبراير 1987[31] – )
- يوان واتشر (لاعب كرة قدم فرنسي، 7 أبريل 1992[32] – )
- يوليسي ندونغ (لاعب كرة قدم فرنسي، 24 نوفمبر 1992 – )

## وصلات خارجية
- موقع وزارة الخارجية الفرنسية